# Samuel Thomas Wellman
Samuel Thomas Wellman (Wareham, Massachusetts, 5 de fevereiro de 1847 — Cleveland, 11 de julho de 1919) foi um pioneiro da indústria do aço e prolífico inventor estadunidense. Charles Michael Schwab da Bethlehem Steel o descreveu como "o homem que fez mais que qualquer outra pessoa viva no desenvolvimento do aço". Wellman foi um grande amigo do pioneiro da eletricidade George Westinghouse, e foi presidente da Sociedade dos Engenheiros Mecânicos dos Estados Unidos de 1901 a 1902.

## Vida
Filho de um superintendente da Nashua Iron Company e descendente de Thomas Wellman. Wellman recebeu sua educação formal em engenharia na Universidade de Norwich, e serviu na First New Hampshire Heavy Artillery durante a Guerra de Secessão. Pouco depois do final da guerra casou com Julia A. Ballard, tendo o casal cinco filhos.

## Carreira e influência na indústria do aço
Wellman começou sua carreira trabalhando na Nashua Iron Company. Foi encorajado por seu pai a construir o forno Siemens-Martin para a companhia. Wellman construiu o forno, impressionando Carl Wilhelm Siemens, que o contratou para estabelecer a primeira fornalha de aço de cadinho nos Estados Unidos. Wellman foi aprimorar o forno Siemens-Martin para a produção de aço para trilhos ferroviários, que já havia sido melhorado pelo processo de Bessemer. Em 1869 Wellman construiu a primeira fornalha bem sucedida pelo processo Siemens-Martin nos Estados Unidos na Bay State Iron Works em Boston.
Alto-fornos não foram a única contribuição de Wellman para a indústria do aço, sendo também instrumental no desenvolvimento dos descarregadores Hulett, que permitiram descarregar taconita dos botes de minério de ferro dos Grandes Lagos da América do Norte, particularmente do Lago Erie. Adicionalmente ao aprimoramento do descarregador Hulett, outras importantes invenções incluem uma máquina de carga em fornalha aberta e um guindaste hidráulico. Após uma sociedade desventurada com seu meio-irmão, Wellman fundou depois a Wellman-Seaver-Morgan Engineering Company em Cleveland, que ainda existe na atualidade com outra denominação.

## Lista parcial de invenções
- Automatic bail gripping or locking device for electric cranes
- Furnace charging apparatus
- Open hearth steel furnace
  - Lista completa de patentes no Google Scholar

## Publicações selecionadas
- Wellman, S. T., (1902). The early history of open-hearth steel manufacture in the united states. Transactions of the American Society of Mechanical Engineers, 23, 78-98.
- Wellman, S. T., (1916). Iron and steel making. In F. H. Newell & C. E. Drayer, (Eds.), Engineering as a career: A series of papers by eminent engineers, (pp. 81–88). New York: D. Van Nostrand Company.